# Sowjetischer Fußballpokal 1971
Der Sowjetische Fußballpokal 1971 war die 30. Austragung des sowjetischen Pokalwettbewerbs der Männer. Pokalsieger wurde Spartak Moskau. Das Team setzte sich nach zwei Finalspielen gegen SKA Rostow durch. Das erste Aufeinandertreffen endete unentschieden und wurde am folgenden Tag wiederholt. Titelverteidiger Dynamo Moskau war im Achtelfinale ausgeschieden. Spartak Moskau qualifizierte sich durch den Sieg für den Europapokal der Pokalsieger.

## Modus
An dem Wettbewerb nahmen die 16 Erstligisten und die 22 Zweitligisten teil. Bis zum Achtelfinale wurden die Sieger in Hin- und Rückspiel ermittelt. Gab es nach beiden Partien Torgleichstand, entschied die Anzahl der auswärts erzielten Tore (Auswärtstorregel). War auch deren Anzahl gleich fand im Rückspiel eine Verlängerung statt, in der auch die Auswärtstorregel galt. Wurde in der Verlängerung kein Treffer erzielt, musste der Sieger durch ein Elfmeterschießen ermittelt werden.
Ab dem Viertelfinale wurden die Begegnungen in einem Spiel entschieden. Stand es nach regulärer Spielzeit unentschieden, wurde das Spiel um zweimal 15 Minuten verlängert. Stand danach kein Sieger fest, wurde die Begegnung am folgenden Tag an gleicher Stelle wiederholt.

## Teilnehmende Teams
| Wysschaja Liga (16) | Wysschaja Liga (16) | Perwaja Liga (22) | Perwaja Liga (22) |
| --- | --- | --- | --- |
| - Dynamo Moskau - Spartak Moskau - Torpedo Moskau - ZSKA Moskau - Ararat Jerewan - Dinamo Minsk - Dynamo Kiew - Dinamo Tiflis | - Kairat Alma-Ata - Karpaty Lwow - Neftçi Baku - Pachtakor Taschkent - Schachtjor Donezk - SKA Rostow - Sarja Woroschilowgrad - Zenit Leningrad | - Alga Frunse - Daugava Riga - Dynamo Leningrad - Dnjepr Dnjepropetrowsk - Krylja Sowetow Kuibyschew - Kusbass Kemerowo - Lokomotive Moskau - Metallist Charkow - Metallurg Saporoschje - Moldava Kischinjow - Pamir Duschanbe | - Rubin Kasan - Schachtjor Karaganda - Schinnik Jaroslawl - Spartak Ordschonikidse - Stroitel Aschchabat - Tekstilschtschik Iwanowo - Torpedo Kutaissi - Tschernomorez Odessa - Uralmasch Swerdlowsk - Wolgar Astrachan - FK Žalgiris Vilnius |

## 1. Runde
Teilnehmer: 12 Zweitligisten
| Datum             |                     | Gesamt    |                          | Hinspiel | Rückspiel |
| ----------------- | ------------------- | --------- | ------------------------ | -------- | --------- |
| 06.03./10.03.1971 | Alga Frunse         | 3:2       | Tekstilschtschik Iwanowo | 1:1      | 2:1       |
| 06.03./10.03.1971 | Kusbass Kemerowo    | 2:0       | Wolgar Astrachan         | 2:0      | 0:0       |
| 06.03./10.03.1971 | Stroitel Aschchabat | (a)1:1(a) | Metallurg Saporoschje    | 1:1      | 0:0       |
| 06.03./10.03.1971 | Moldava Kischinjow  | 2:0       | Schinnik Jaroslawl       | 2:0      | 0:0       |
| 06.03./10.03.1971 | Daugava Riga        | 1:3       | Uralmasch Swerdlowsk     | 1:0      | 0:3       |
| 07.03./11.03.1971 | FK Žalgiris Vilnius | (a)3:3(a) | Pamir Duschanbe          | 2:3      | 1:0       |

## 2. Runde
Teilnehmer: Die 6 Sieger der 1. Runde, 10 weitere Zweitligisten und die 16 Erstligisten.
| Datum             |                        | Gesamt |                           | Hinspiel | Rückspiel |
| ----------------- | ---------------------- | ------ | ------------------------- | -------- | --------- |
| 16.03./20.03.1971 | Dynamo Kiew            | 3:1    | Alga Frunse               | 2:1      | 1:0       |
| 16.03./20.03.1971 | Spartak Ordschonikidse | 1:4    | Dinamo Minsk              | 1:4      | 0:0       |
| 16.03./20.03.1971 | Kusbass Kemerowo       | 1:4    | Dynamo Moskau             | 0:2      | 1:2       |
| 16.03./20.03.1971 | Kairat Alma-Ata        | 3:2    | Dnjepr Dnjepropetrowsk    | 1:1      | 2:1       |
| 16.03./20.03.1971 | Dynamo Leningrad       | 0:4    | Sarja Woroschilowgrad     | 0:3      | 0:1       |
| 16.03./20.03.1971 | Dinamo Tiflis          | 2:1    | Krylja Sowetow Kuibyschew | 0:0      | 2:1       |
| 16.03./20.03.1971 | Neftçi Baku            | 1:0    | Lokomotive Moskau         | 1:0      | 0:0       |
| 16.03./20.03.1971 | Zenit Leningrad        | 4:0    | Metallist Charkow         | 2:0      | 2:0       |
| 16.03./20.03.1971 | Spartak Moskau         | 4:0    | Metallurg Saporoschje     | 3:0      | 1:0       |
| 16.03./20.03.1971 | Pachtakor Taschkent    | 2:1    | Moldava Kischinjow        | 1:1      | 1:0       |
| 16.03./20.03.1971 | Karpaty Lwow           | 3:2    | Pamir Duschanbe           | 2:2      | 1:0       |
| 16.03./20.03.1971 | Schachtjor Karaganda   | 2:3    | SKA Rostow                | 2:0      | 0:3 n. V. |
| 16.03./20.03.1971 | ZSKA Moskau            | 3:1    | Torpedo Kutaissi          | 1:0      | 2:1       |
| 16.03./20.03.1971 | Rubin Kasan            | 0:2    | Torpedo Moskau            | 0:1      | 0:1       |
| 16.03./20.03.1971 | Schachtjor Donezk      | 3:1    | Uralmasch Swerdlowsk      | 2:0      | 1:1       |
| 16.03./20.03.1971 | Ararat Jerewan         | 3:2    | Tschernomorez Odessa      | 1:0      | 2:2       |

## Achtelfinale
Alle 16 Erstligisten erreichten diese Runde
| Datum             |                       | Gesamt    |                     | Hinspiel | Rückspiel |
| ----------------- | --------------------- | --------- | ------------------- | -------- | --------- |
| 25.03./29.03.1971 | Sarja Woroschilowgrad | 1:2       | Kairat Alma-Ata     | 0:0      | 1:2       |
| 26.03./30.03.1971 | Torpedo Moskau        | 4:0       | Dinamo Minsk        | 3:0      | 1:0       |
| 27.03./30.03.1971 | Schachtjor Donezk     | (a)2:2(a) | ZSKA Moskau         | 0:0      | 2:2       |
| 27.03./31.03.1971 | Ararat Jerewan        | 1:2       | Dinamo Tiflis       | 0:0      | 1:2       |
| 27.03./31.03.1971 | Dynamo Moskau         | 0:6       | Neftçi Baku         | 0:2      | 0:4       |
| 27.03./31.03.1971 | Zenit Leningrad       | 1:0       | Dynamo Kiew         | 0:0      | 1:0       |
| 27.03./31.03.1971 | SKA Rostow            | 2:1       | Karpaty Lwow        | 2:0      | 0:1       |
| 28.03./01.04.1971 | Spartak Moskau        | 4:1       | Pachtakor Taschkent | 3:0      | 1:1       |

## Viertelfinale
| Datum      |                | Ergebnis  |                   |
| ---------- | -------------- | --------- | ----------------- |
| 01.07.1971 | Dinamo Tiflis  | 0:2       | Torpedo Moskau    |
| 01.07.1971 | Neftçi Baku    | 3:2       | Zenit Leningrad   |
| 01.07.1971 | SKA Rostow     | 2:1       | Schachtjor Donezk |
| 02.07.1971 | Spartak Moskau | 1:0 n. V. | Kairat Alma-Ata   |

## Halbfinale
| Datum      |                | Ergebnis |                |
| ---------- | -------------- | -------- | -------------- |
| 24.07.1971 | SKA Rostow     | 3:1      | Torpedo Moskau |
| 24.07.1971 | Spartak Moskau | 5:0      | Neftçi Baku    |

## Finale
| Paarung        | Spartak Moskau – SKA Rostow |
| Ergebnis       | 2:2 n. V. (2:2, 1:1) |
| Datum          | 7. August 1971 |
| Stadion        | Olympiastadion Luschniki, Moskau |
| Zuschauer      | 90.000 |
| Schiedsrichter | Anatoli Miltschenko |
| Tore           | 0:1 Richardas Kuchinskas (3.) 1:1 Galimsjan Chussainow (6.) 1:2 Anatoli Sintschenko (68.) 2:2 Gennadi Logofet (90.) |
| Spartak Moskau | Jonas Bauža – Gennadi Logofet, Sergei Olschanski, Wiktor Borowikow (70. Wjatscheslaw Jegorowitsch) – Nikolai Abramow, Nikolai Kiseljow – Witali Mirsojew, Galimsjan Chussainow – Nikolai Osjanin, Wiktor Papajew, Michail Bulgakow (46. Dschemal Silagadse) Cheftrainer: Nikita Simonjan |
| SKA Rostow     | Lew Kudassow – Anatoli Mogilny, Wiktor Getmanow, Iwan Matwijenko – Wladimir Abramow, Nikolai Iwanow – Richardas Kuchinskas, Alexei Jeskow – Wiktor Bondarenko (60. Anatoli Sintschenko), Anatoli Masljajew (73. Jewgeni Alexandrow) Cheftrainer: József Beca                             |

### Wiederholungsspiel
| Paarung        | Spartak Moskau – SKA Rostow |
| Ergebnis       | 1:0 (0:0) |
| Datum          | 8. August 1971 |
| Stadion        | Olympiastadion Luschniki, Moskau |
| Zuschauer      | 50.000 |
| Schiedsrichter | Anatoli Miltschenko |
| Tore           | 1:0 Nikolai Kiseljow (55.) |
| Spartak Moskau | Ansor Kawasaschwili – Gennadi Logofet, Sergei Olschanski, Jewgeni Lowtschew – Nikolai Osjanin , Nikolai Kiseljow – Witali Mirsojew, Galimsjan Chussainow – Wassili Kalinow, Wiktor Papajew, Dschemal Silagadse (56. Wjatscheslaw Jegorowitsch) Cheftrainer: Nikita Simonjan    |
| SKA Rostow     | Lew Kudassow – Anatoli Mogilny, Wiktor Getmanow , Iwan Matwijenko – Wladimir Abramow, Nikolai Iwanow (65. Alexei Jeskow) – Richardas Kuchinskas (65. Ansor Tschichladse), Gennadi Antonow – Wiktor Tschurkin, Anatoli Sintschenko, Jewgeni Alexandrow Cheftrainer: József Beca |
| Gelbe Karten   | keine – Iwanow, Matwijenko, Tschichladse |